# Макоманай (ледовая арена)
Ледовая арена Макоманай (яп. 真駒内セキスイハイム
アイスアリーナ, англ. Makomanai Sekisui Heim Ice Arena) — крытая ледовая арена, расположенная в районе Минами-ку города Саппоро (Япония). Строительство арены началось в декабре 1970 года, открылась она в 1972 году, вмещая 11 500 зрителей (10 024 сидячих мест и 1 476 для стоящих), общая площадь сооружения составила 10 133 м². Соревнования по фигурному катанию, ряд матчей хоккейного турнира и часть мероприятий закрытия в рамках зимних Олимпийских игр 1972 года принимала у себя ледовая арена Макоманай.

## История и описание
После завершения Олимпийских игр арена стала использоваться в качестве постоянного ледового катка, открытого для посетителей.
Расположенная в северной части парка Макоманай арена также используется как огромный конференц-центр и концертная площадка. 
С 1 по 8 марта 1986 года арена стала центральным местом, проходящих в Саппоро зимних Азиатских игр. Также здесь прошли церемонии открытия, закрытия и соревнования по хоккею и фигурному катанию во время зимней Универсиады 1991 года.
До 1 апреля 2007 года арена была известна как "Ледовая арена Макоманай", когда изменила своё название на "Ледовая арена Макоманай Сэкисуи Хейм", после того как Sekisui Heim, японская риэлторская компания приобрела права на названия.

## Транспорт
- Линия Намбоку: 20-25 минут пешком от станции Макоманаи.